# Ambulyx tondanoi
Ambulyx tondanoi là một loài bướm đêm thuộc họ Sphingidae. Nó được tìm thấy ở Sulawesi.
Sải cánh dài khoảng 47 mm. Nó tương tự như Ambulyx substrigilis. Màu nền của trên cánh trước nâu vàng sáng.